# Rautalarivier
Rautalarivier (Zweeds – Fins: Rautalajoki) is een rivier annex beek, die stroomt in de Zweedse  gemeente Kiruna. De rivier verzorgt de watertoevoer van het Kynismeer vanuit het Rautalameer en de Rautalavallei, die binnen de gemeente Pajala liggen (net over de gemeente grens). Ze stroomt naar het noorden. Ze is circa zes kilometer lang.
Afwatering: Rautalarivier → Kynisrivier → Kelorivier → Muonio → Torne → Botnische Golf